# TD Deutsche Klimakompressor

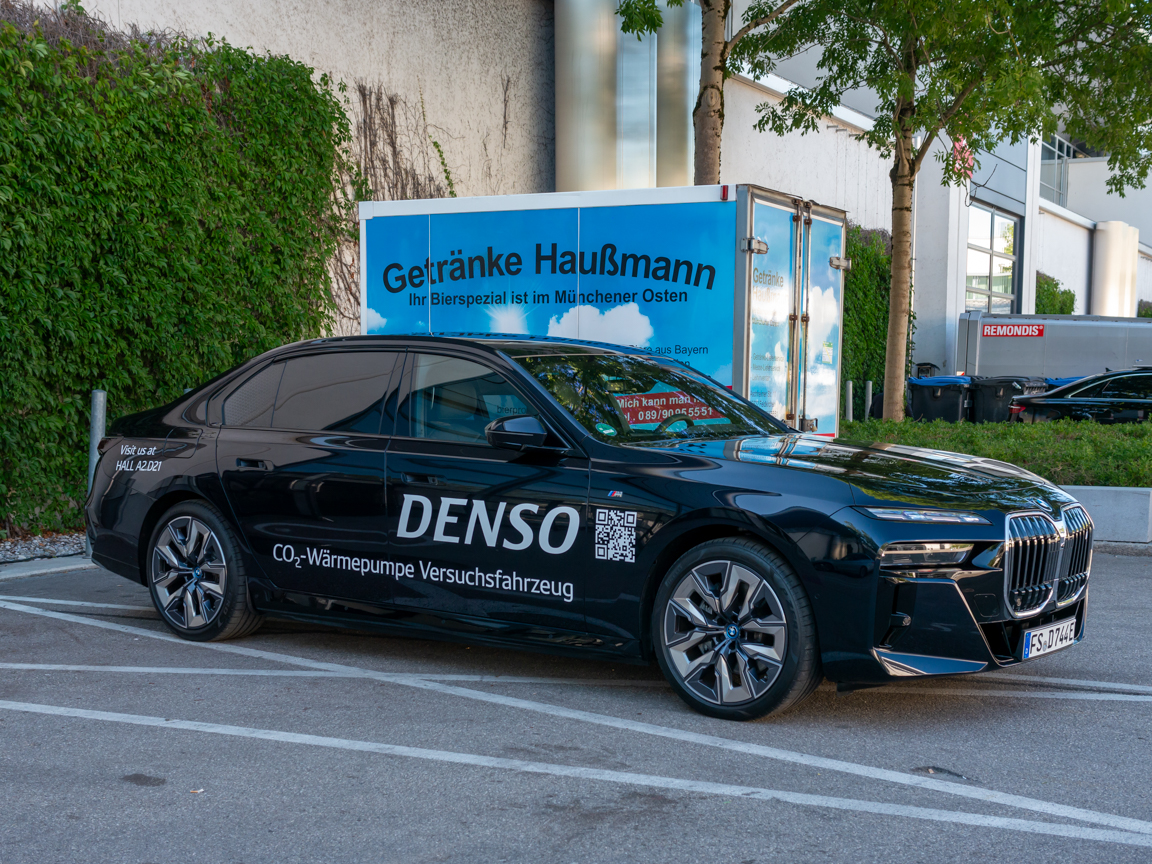
Wärmepumpen-Versuchsfahrzeug, IAA 2023

Die TD Deutsche Klimakompressor GmbH (TDDK) ist ein Bernsdorfer Hersteller von Klimakompressoren für Fahrzeug-Klimaanlagen.
Die TDDK wurde im Oktober 1998 gegründet. Rund eineinhalb Jahre nach dem Baubeginn der ersten Werkshalle im Bernsdorfer Ortsteil Straßgräbchen konnte im April 2000 die Produktion anlaufen. Im Oktober 2007 verließ der 10-millionste Kompressor das Werk. Bis zum Jahr 2018 konnten 50 Millionen Kompressoren ausgeliefert werden. Das Werk in Straßgräbchen verfügt unter anderem auch über eine Aluminiumgießerei zum Urformen der Gehäuseteile der Verdichter.
Gesellschafter der TDDK sind die japanischen Unternehmen Toyota Industries (65 %) und Denso (35 %), die beide Teil der Toyota-Gruppe sind. Die TDDK vertreibt ihre Produkte ausschließlich an Denso-Tochtergesellschaften im europäischen Ausland. Die niederländische Denso Europe B.V. war im Geschäftsjahr 2016 für einen Umsatzanteil von 69 % verantwortlich. Die restlichen Umsätze wurden mit der Belieferung von Denso-Unternehmen in Italien, dem Vereinigten Königreich, Tschechien und der Türkei erwirtschaftet.
Indirekt beliefert das Unternehmen Automobilhersteller wie Daimler, BMW, Audi, die VW-Gruppe, Opel, Renault, Peugeot, Toyota, Nissan, Ford und Fiat.